# Jean-Baptiste Malibran
Jean-Baptiste Antoine Marie Malibran aîné est un homme politique français né en 1761 et décédé le 12 juin 1820 à Bessan (Hérault).

## Biographie
Officier de cavalerie originaire de Bessan, où il possède le domaine d'Hortes, il signe avant 1789 « Malibran d'Hortes ». Pendant la Révolution, il devient acquéreur de biens nationaux, achetant un grand domaine dans la commune d'Agde, ainsi que le château et le parc de Rueil à l'époque du Directoire.
Élu en novembre 1792 au conseil du district de Béziers, il en prend la présidence le 11 brumaire an II (22 octobre 1793) par décision du montagnard Joseph Antoine Boisset, représentant en mission dans l'Hérault, l'Aveyron et départements voisins, chargé par le Comité de salut public d'y épurer les autorités.
Le modéré Jean-Baptiste Girot-Pouzol, représentant en mission dans le Gard et l'Hérault, le nomme au directoire du département le 19 floréal an III (8 mai 1795).
Élu député de l'Hérault au Conseil des Cinq-Cents le 23 vendémiaire an IV (15 octobre 1795), il devient un familier du directeur Paul Barras qui passe avec lui un contrat de rente viagère pour 3 600 francs. Le 13 brumaire an VI (3 novembre 1797), à l'occasion du retour de la paix, après la signature du traité de Campo-Formio, il propose par motion d'ordre que le faubourg Saint-Marceau soit rebaptisé « faubourg d'Italie », qu'il soit accordé au général Bonaparte 300 000 francs à titre d'indemnité et un traitement annuel de 50 000 francs, dont la moitié réversible à son épouse, mais celle-ci est rejetée, à la suite des observations de Michel-Louis Talot. Du fait de ses liens avec Barras, cette proposition a été interprétée comme une tentative du Directoire pour déconsidérer Bonaparte. 
Après le coup d'État du 18 Brumaire, il devient conseiller général le 23 nivôse an X (13 janvier 1802) puis chef de la légion de la garde nationale et maire de Bessan.

## Sources
- « Jean-Baptiste Malibran », dans Adolphe Robert et Gaston Cougny, Dictionnaire des parlementaires français, Edgar Bourloton, 1889-1891 [détail de l’édition]